# A'ala Hubail
A'ala Ahmed Hubail (en arabe : علاء حبيل) est un footballeur bahreïnien né le 25 juin 1982 qui joue comme attaquant pour l'équipe de Bahreïn de football. 
Son frère Mohamed Hubail est également footballeur professionnel.

## Biographie
Il est le meilleur buteur (cinq buts, ex æquo avec Ali Karimi) de la Coupe d'Asie des nations de football 2004.